# Chiesa della Santissima Concezione (Genova)
La chiesa della Santissima Concezione, conosciuta come chiesa dei Cappuccini o santuario del Padre Santo, è un edificio religioso cattolico del quartiere genovese di Castelletto, sede della curia provinciale ligure dei frati minori cappuccini.
La chiesa, con l'annesso convento, è situata poco a monte della centrale piazza Corvetto, nei pressi del parco della villetta Di Negro, in piazza dei Cappuccini, all'angolo tra via Bertani e via Mameli. La chiesa si affaccia su un piccolo sagrato, sopraelevato rispetto al piano stradale, a cui è collegato da una scala ed una rampa pedonale; il complesso conventuale, nonostante l'espansione urbanistica di fine Ottocento l'abbia completamente circondato con alti caseggiati, ha conservato un'atmosfera rustica ed appartata.

## Storia
La costruzione della chiesa, dedicata a Maria Immacolata, e dell'annesso convento, da affidare ai padri cappuccini, fu deliberata nel 1591 in segno di ringraziamento per la cessazione dell'epidemia di peste del 1579.
La prima pietra fu posta il 20 maggio 1593 alla presenza dell’arcivescovo di Genova, Alessandro Centurione; i lavori, finanziati con un contributo pubblico e con donazioni di privati, vennero completati nel 1596.
I cappuccini, in ossequio alla loro regola di povertà, vollero che la chiesa fosse costruita secondo criteri di estrema semplicità, sia nelle strutture architettoniche che negli arredi interni.
Tra il XVII e il XIX secolo è stata luogo di sepoltura per numerose famiglie patrizie genovesi.
Il convento fu soppresso dal governo napoleonico nel 1810, ma venne riaperto già il 16 maggio 1815. Fu nuovamente chiuso nel 1866 per le nuove leggi di soppressione emanate dal governo sabaudo; la chiesa continuò ad essere officiata dal clero diocesano, mentre il convento fu trasformato in scuola. Nel 1904 alcuni religiosi poterono far ritorno in alcuni locali e dal 1934 l'intero complesso ritornò ai frati, che vi insediarono la curia provinciale, trasferita nel 1955 al convento di S. Caterina e ritornata nel 1966 alla SS. Concezione, dove ha tuttora sede.
Tra il 1613 e il 1616 dimorò nel convento come superiore provinciale Lorenzo da Brindisi.
Nell'Ottocento visse nel convento per circa quarant'anni Francesco Maria da Camporosso (conosciuto come "Padre Santo"). Il suo corpo è esposto alla venerazione dei fedeli in una cappella adiacente alla chiesa.

## Descrizione artistica

### Esterno
La chiesa è completamente circondata dagli edifici che formano il complesso conventuale; la facciata, che si apre sul piccolo sagrato tra alti cipressi, è estremamente semplice e completamente priva di decorazioni, con il tetto a capanna ed un grande finestrone semicircolare. Il soprasoglio dell'entrata principale porta la dedica alla Vergine Madre di Dio: Virgini Deiparae Sine Originis Labe Sacrum. Nel piazzale antistante si trova una statua della Madonna di Tommaso Orsolino con la seguente iscrizione:
Sacrarii Limina
Protegat Virgo Dei GenitrixQuam
Maiorum Pietas
Maritimis Iam Proposuerat Moenibus
Coenobii Huius Franciscales
Nepotum Clientela

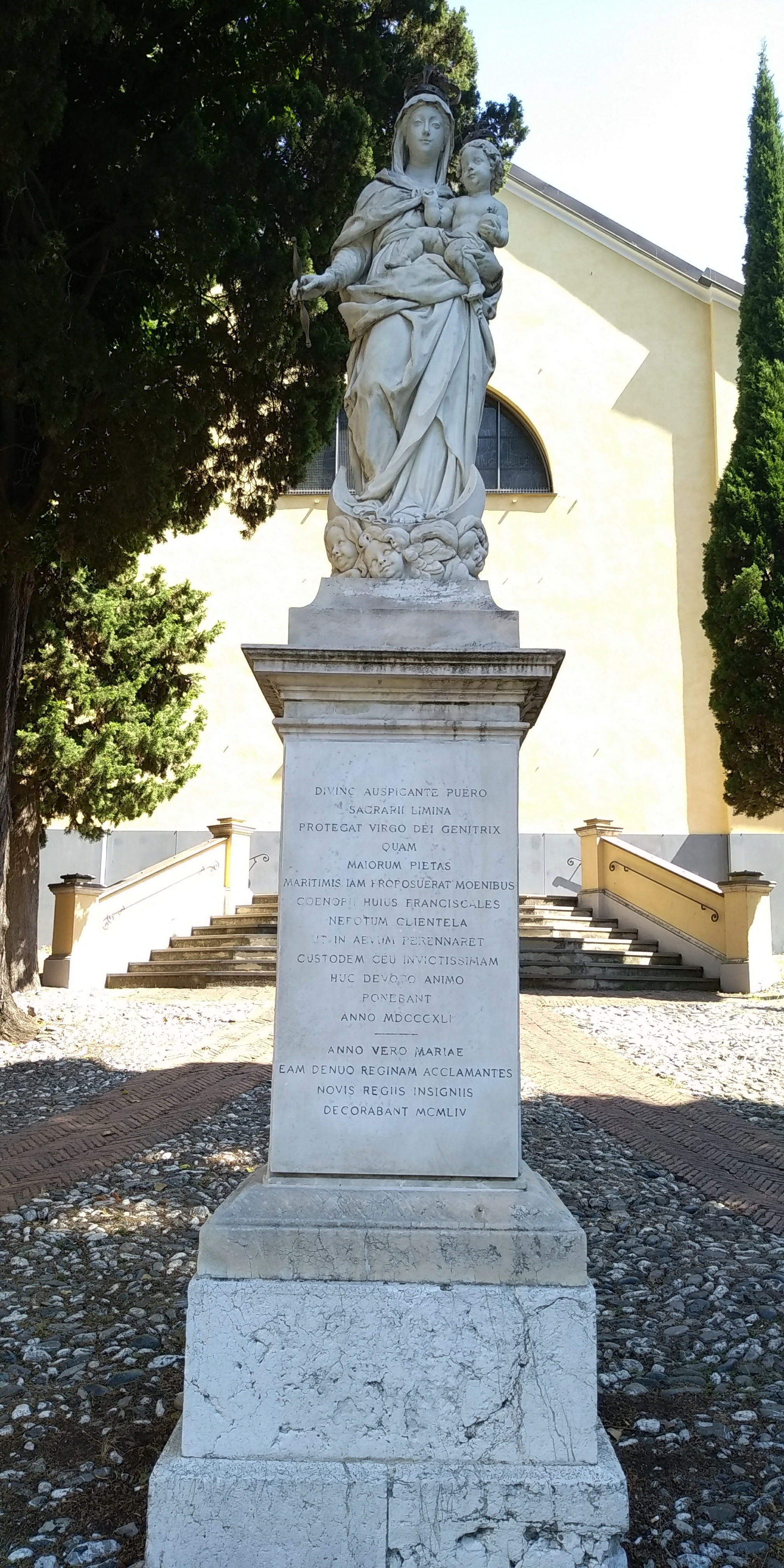
Vergine Maria - Chiesa della Santissima concezione - Genova

Ut in Aevum PerennaretCustodem Ceu Invictissimam
Huc Devoto Animo Ponebant
Anno MDCCCXLI
-------------
Anno Vero Mariae
Eam Denuo Reginam Acclamantes
Novis Regiis Insigniis
Decorabant MCMLIV»
Sulla scalinata d'accesso, tra la prima e la seconda rampa, è posto una statua del "Padre Santo", opera del 1891 di Carlo Rubatto.

### Interno

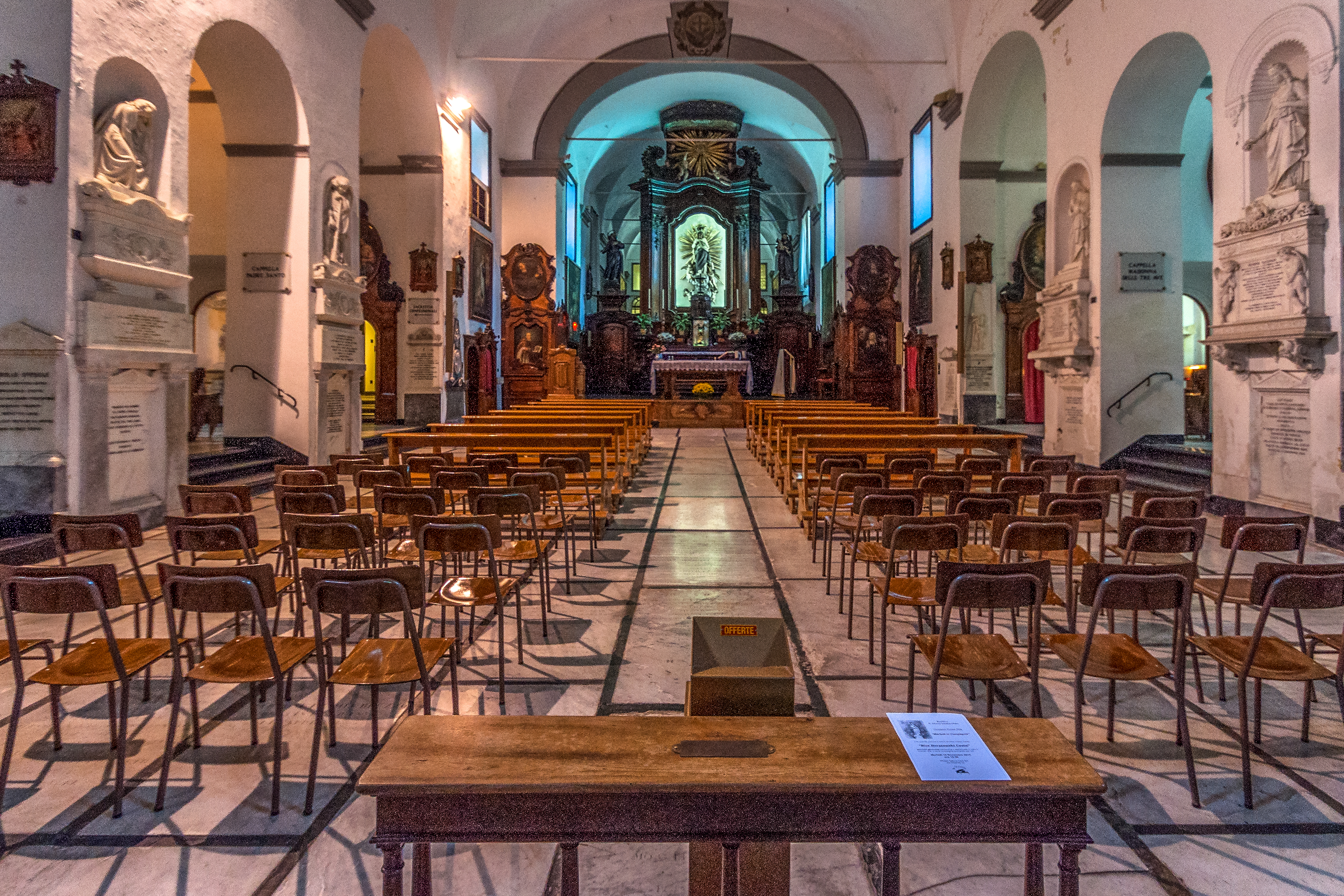
L'interno

L'interno, a navata unica, ha pianta rettangolare ed un coro profondo, con cinque cappelle laterali, tre sul lato destro e due su quello sinistro; tra le due cappelle di sinistra si apre il corridoio che porta alla cappella del Padre Santo. Le pareti interne sono prive di decorazioni, l'arredo è completamente in legno scuro, che crea un forte contrasto con il bianco delle pareti.
La chiesa conserva opere di artisti genovesi tra Seicento e Ottocento, e numerose sepolture di personaggi nobili e borghesi, tra cui Anna Schiaffino Giustiniani (1807-1841), legata a Cavour, il naturalista Domenico Viviani (1772-1840) ed i genitori di Massimo d'Azeglio, Cesare Taparelli d'Azeglio (1763-1830) e Cristina Morozzo di Bianzè (1770-1838).
Nella controfacciata, Miracolo di San Serafino da Montegranaro di Giuseppe Palmieri e "Flagellazione di Cristo", attribuita a Luca Cambiaso.

#### Presbiterio e coro

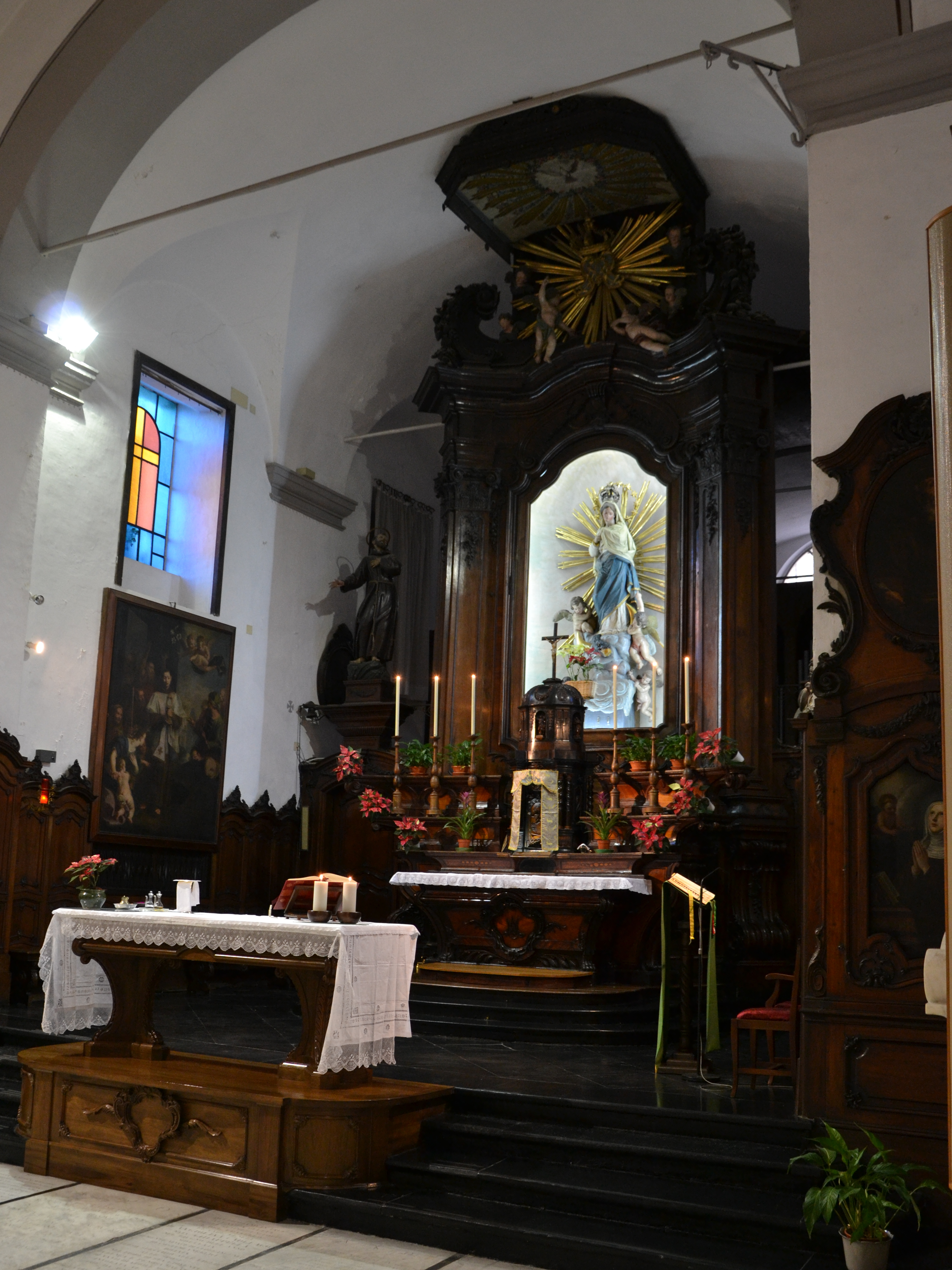
L'altare maggiore

L'altare maggiore, interamente in legno, è un pregevole lavoro di ebanisteria artigianale, con tabernacolo a tempietto, di Gerolamo Pittaluga; nella nicchia dell'altare è collocata la statua lignea dell'Immacolata, opera ottocentesca di Bartolomeo Carrea
Ai lati dell'altare, due statue lignee settecentesche di Giulio Casanova, raffiguranti San Francesco e Sant'Antonio; alle pareti del presbiterio due tele di Giuseppe Palmieri, (Visione di San Francesco e Miracolo di Sant'Antonio, 1721). La presenza di numerosi dipinti del Palmieri documenta la stretta collaborazione del pittore genovese con i cappuccini, ai quali era molto legato e per i quali aveva spesso lavorato senza alcun compenso, come ricorda il Ratti
L'ampio coro è arredato da semplici stalli lignei; alle pareti Immacolata Concezione di G.B. Paggi e Crocifissione di Bernardo Castello.

#### Cappelle laterali

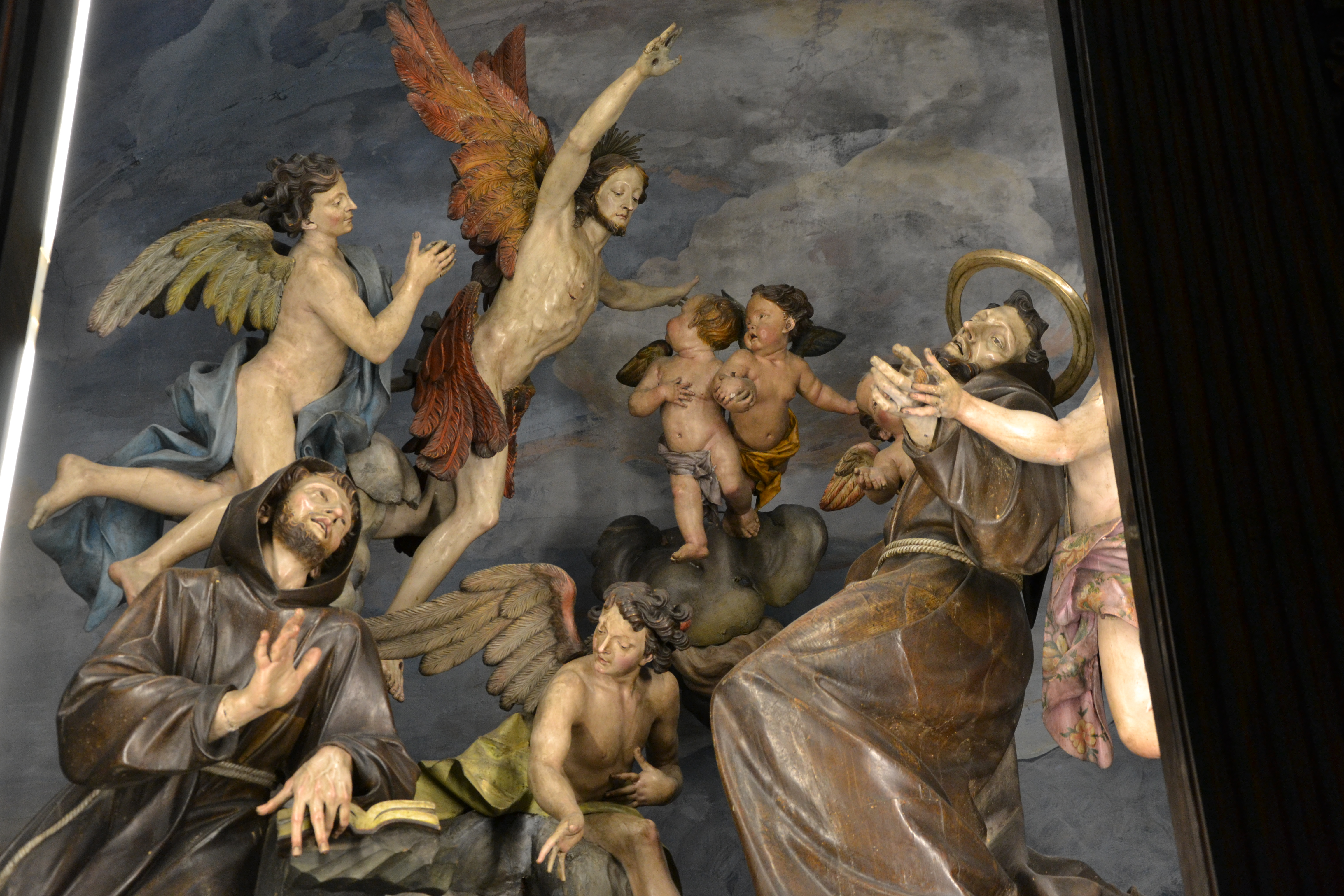
Anton Maria Maragliano, le Stimmate di S. Francesco

Altre opere d'arte sono presenti nelle cappelle laterali:
- Gruppo ligneo di scuola del Maragliano raffigurante le Stimmate di S. Francesco (1709)[1][3][4]
- Visione di S. Felice, dipinto di Bernardo Strozzi (1610 circa).[3]
- Deposizione di Cristo di Giovanni Andrea Ansaldo[4]
- Serie di piccole tele raffiguranti santi e beati di casa Savoia, di Santo Panario[4]
- Madonna col Bambino di Domenico Piola[4]
- San Giuseppe col Bambino di Marcantonio Franceschini[4]
- Madonna col Bambino di Giuseppe Badaracco[4]
- Visione di Sant'Antonio di Bernardo Castello[4]

#### Cappella del Padre Santo

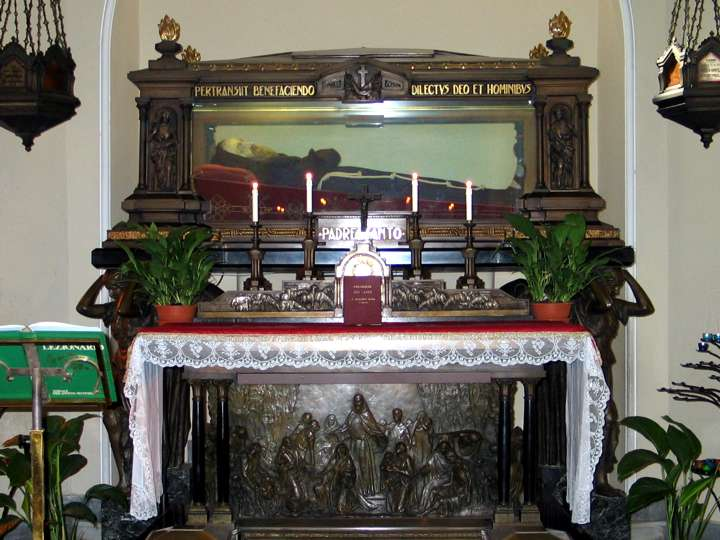
L'urna con le spoglie del "Padre Santo"

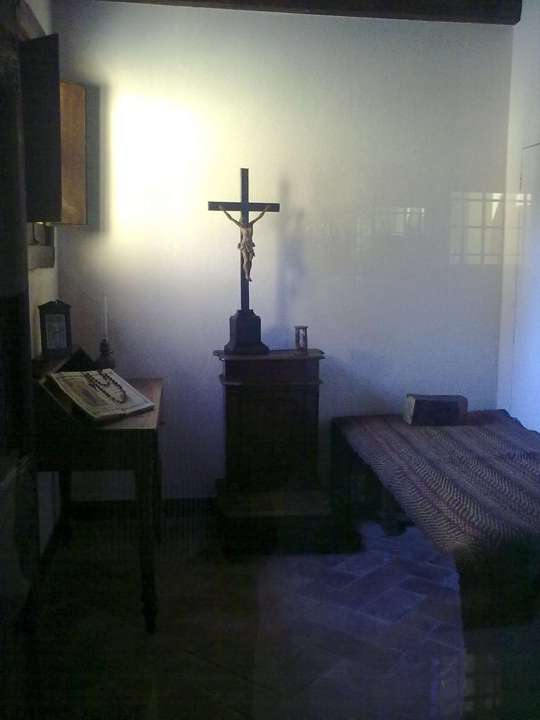
La cella del Padre Santo ricostruita accanto alla cappella che conserva le sue spoglie

Adiacente alla chiesa è la cappella in cui sono conservate le spoglie del "Padre Santo"; vi si accede tramite un breve corridoio, dove è collocata la tomba di padre Umile da Genova, al secolo Giovanni Giuseppe Bonzi (1898-1969) fondatore del "Sorriso francescano" di Coronata, istituto per l'infanzia abbandonata aperto nel 1946. La cappella ha forma ottagonale con cupola. Al centro, preceduta da un piccolo altare, è collocata l'urna, opera dello scultore Max Forni, nella quale sono esposte le spoglie del Padre Santo, sostenuta da quattro statue bronzee di angeli. Analogamente alla chiesa, le pareti, dipinte di bianco, sono prive di decori, ad eccezione delle due grandi monofore con vetri colorati che danno luce all'ambiente. Dalla cappella si accede alla galleria degli ex voto e ad un piccolo museo.

### Presepe
Nell'adiacente oratorio durante il periodo natalizio è visibile un artistico presepe con figurine settecentesche, in parte di scuola napoletana ed in parte tradizionalmente attribuite al Maragliano, ma più probabilmente opera del meno noto scultore genovese Giulio Casanova. Il presepe è ambientato entro un tipico paesaggio ligure, con scene di vita contadina e marinara.